# Braulino
Braulino Luiz Pontes Filho, mais conhecido como Braulino (Campos dos Goytacazes, 9 de janeiro de 1960), foi um futebolista brasileiro que atuava como goleiro.

## Carreira
Braulino iniciou sua carreira nas categorias de base do Fluminense, em 1975. Fez sua estreia no profissional no dia 7 de outubro de 1978, no jogo em que o Tricolor Carioca venceu o America no Maracanã por 2 a 1, pelo Campeonato Carioca. Pelo Flu foi Campeão do Torneio de Paris em 1976, Torneio Teresa Herrera em 1977 e Campeonato Carioca em 1980.
Conquistou ainda o título do Campeonato Paraense de 1982 pelo Paysandu, e o vice-campeonato do Campeonato Catarinense de 1988 pelo Blumenau.
Encerrou sua carreira no dia 15 de setembro de 1991, jogando pela última vez no jogo disputado na Ressacada em que o Avaí venceu o Figueirense por 2 a 1 no Clássico de Florianópolis.
Atualmente, Braulino mora em Blumenau e é presidente do Grêmio Esportivo Olímpico.

## Títulos
Fluminense
- Torneio de Paris - 1976
- Torneio Teresa Herrera - 1977
- Campeonato Carioca - 1980

Paysandu
- Campeonato Paraense - 1982